# Міхаель Гспурнінг
Міхаель Гспурнінг (2 травня 1981, Грац, Австрія) — австрійський футболіст, воротар футбольного клубу «Шальке 04».

## Кар'єра

### У клубі
За свою кар'єру Гспурнінг виступав у клубах австрійської та німецької Бундесліги, Греції та американської МЛС.
У січні 2015 року перейшов в другу команду «Шальке 04» з Гельзенкірхена і допоміг їй зберегти прописку в регіональній лізі. У червні 2015 підписав річний контракт з основною командою «Шальке 04», дебютував у новому клубі 28 жовтня 2015 в кубковому матчі проти «Боруссії» (Менхенгладбах) — поразка 0-2.

### У збірній
Вперше був викликаний до збірної Австрії в 2008 році, зігравши в товариському матчі зі збірною Туреччини 19 листопада 2008. Також в активі воротаря дві гри відбіркового етапу ЧС-2010 проти Румунії та Сербії